# Једна мала жена
„Једна мала жена” је приповетка коју је Франц Кафка написао између децембра 1923. и јануара 1924. године, а која је први пут објављена 20. априла 1924. године. Ова прича је касније укључена у збирку Уметник у гладовању, објављену убрзо након Кафкине смрти.

## Радња
Прича почиње детаљним описом узнемирене младе жене. Жена је фрустрирана приповедачем из неког разлога који он не може да разуме пошто се не познају. Приповедач разматра ситуацију и пита се шта ће помоћи малој жени са њеном опсесивном фрустрацијом према њему. Он сматра да чак ни самоубиство не би утицало на њен бес на њега. Поузданост приповедача није сигурна, а понекад се чини да он није стварни извор женине иритације, већ само себе сматра таквим.

## Инспирација
Крајем септембра 1923. Кафка се преселио у Берлин-Штеглиц са Дором Дијамант где је написао „Једну малу жену”, засновану на њиховој газдарици.